# Congregación Mariana de la Asunción y de San Luis Gonzaga
La Congregación Mariana de la Asunción (en italiano, Cogregazione Marina dell Assunta, conocida como dei Nibili del Gesú);  actualmente oficialmente se denomina, Congregazione mariana dei nobili sotto il titolo dell’Assunta e di S. Luigi Gonzaga.) Se trata de una asociación católica de fieles, fundada a final del siglo XVI en Roma y ligada a la Compañía de Jesús.

## Historia
Fue formada en 1593 por el padre jesuita Gregorio Mastrilli, teniendo su sede en la casa profesa de la Compañía de Jesús en Roma. Aún mantiene su sede en ella, en una capilla conocida como capilla de los nobles. En su origen, la congregación agrupaba a una serie de nobles romanos con objeto a que sirviera de pacificadores de conflictos en sus barrios (rioni) que eran provocados por la entonces pendenciera nobleza romana.
Desde finales del siglo XVI y en inicios del siglo XVII, la congregación propuso, como alternativa a los excesos del carnaval romano, distintas prácticas devocionales. Por ejemplo, las Cuarenta Horas, celebrada en el altar mayor de la iglesia del Gesú, templo de la Casa Profesa, en los últimos tres días de carnaval.
Desde sus inicios fueron miembros de la congregación altos eclesiásticos, incluso algunos que han llegado a ser papas: Urbano VIII, Alejandro VII, Clemente IX, Clemente X, Inocencio XII o Clemente XI y otros, hasta Pío XII.
En la mitad del siglo XVII se unió con la Congregazione della Venerazione del Santissimo Sacramento, que tenía sede en la desaparecida iglesia de San Giovanni in Mercatello.
Tras la supresión de la Compañía de Jesús en 1773 y hasta su restauración en 1814 la congregación estuvo a cargo de una comisión cardenalicia.